# Benzil
Benzil (zkráceně Bz2, systematicky 1,2-difenylethan-1,2-dion) je organická sloučenina se vzorcem (C6H5CO)2, zkracovaný mm jako (PhCO)2, jeden z nejběžnějších diketonů. Používá se jako fotoiniciátor při výrobě polymerů.

## Struktura
Tato sloučenina se vyznačuje neobvykle dlouhou vazbou uhlík–uhlík, o délce 154 pm, což naznačuje nepřítomnost vazeb pí mezi karbonylovými centry. PhCO centra jsou rovinná, ovšem dvojice benzoylových skupin je posunutá a úhel mezi nimi činí 117°. U méně stericky zatížených analogů, jako jsou glyoxal, biacetyl, kyselina šťavelová a jejich deriváty, jsou (RCO)2 jednotky rovinné.

## Příprava a výroba
Benzil se získává z benzoinu, například reakcí s octanem měďnatým:
PhC(O)CH(OH)Ph + 2 Cu2+ → PhC(O)C(O)Ph + 2 H+ + 2 Cu+
Jako oxidační činidlo může být též použita například kyselina dusičná (HNO3). Jako katalyzátor lze použít chlorid železitý (FeCl3).

## Reakce
Benzil je běžně používán jako stavební prvek v organické syntéze. Kondenzuje s aminy za vzniku diketiminových ligandů. Jako příklad může sloužit benzilový přesmyk, kdy zásada katalyzuje přesmyk benzilu na benzilovou kyselinu; tento druh reakce je mimo jiné součástí výroby léčiva fenytoinu. Benzil také reguje s dibenzylketonem (zde se jedná o aldolovou kondenzaci) za vzniku tetrafenylcyklopentadienonu.

## Použití
Největší část vyrobeného benzilu se používá na radikálové vytvrzování polymerů. Ultrafialové záření benzil rozkládá za vzniku radikálů, které způsobují tvorbu síťovité struktury. Benzil je silným inhibitorem karboxylesteráz, enzymů zprostředkovávajících hydrolýzy karboxylesterů, mimo jiné i řady léčiv.
Benzil je poměrně slabým fotoiniciátorem (absorbujícím při 260 pm) a tak se nepoužívá často.